# 华西杓兰
华西杓兰（学名：Cypripedium farreri）为兰科杓兰属下的一个种。

## 扩展阅读
- 維基物種上的相關：华西杓兰